# Atentatul din Senatul României din 1920

Dimitrie Greceanu

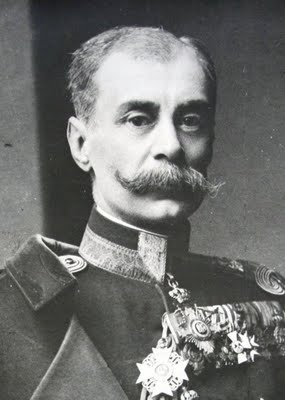
Generalul Constantin Coandă, președintele Senatului României

Episcopul greco-catolic Demetriu Radu

Max Goldstein

Atentatul din Senatul României din 1920 a fost înfăptuit la 8 decembrie 1920, prin instalarea și amorsarea unei bombe artizanale, de către un grup terorist de extremă stângă. 
Atentatul trebuia să ducă la o „ridicare a maselor” și la haos, la răsturnarea monarhiei și la instalarea unui regim bolșevic. Vestea atentatului a sosit la Moscova în timp ce o delegație de comuniști români se afla în vizită la Lenin, la Kremlin. Kominternul încerca să fabrice un puci în România. 

## Atacul
La 8 decembrie 1920, Max Goldstein, Saul Osias și Leon Lichtblau, au pus la cale un atac terorist cu bombă artizanală plasată în sala Senatului României.
Goldstein era șeful unui grup anarhist-terorist format din evrei comuniști, condus de Abraham Grinstein, șeful serviciului de terorism cu sediul la Odessa.
Se bănuia că grupul lor nu a acționat singur, ci i-a avut drept complici și pe alții, ca Alecu Constantinescu, conducătorul aripii de extremă stângă a Partidului Socialist din România, care în 1921 s-a desprins din acesta și a format Partidul Comunist din România (cu numele provizoriu de Partidul Socialist Comunist). 

## Victime
Deflagrația i-a ucis pe ministrul Justiției, Dimitrie Greceanu, decedat la spital, și pe senatorii Demetriu Radu (episcop greco-catolic de Oradea Mare, ucis pe loc) și Spirea Gheorghiu (decedat la spital). În urma atentatului  au fost și răniți printre care președintele Senatului, Constantin Coandă, episcopul ortodox Nifon Nicolescu și episcopul ortodox Roman Ciorogariu.

## Urmări
Atentatul a dus la condamnarea comuniștilor în Procesul din Dealul Spirii și la interzicerea Partidului Comunist. Conducătorul partidului comunist, Gheorghe Cristescu „Plăpumaru” a respins orice acuzație de conspirație, iar implicarea partidului este încă nedemonstrată. Directivele Cominternului recomandau acțiuni violente, dar nu e sigură implicarea acestuia în atentat. În mărturia sa de la proces, Cristescu a susținut că acțiunile lui Goldstein erau mai degrabă inspirate de anarhism.
În octombrie 1921 Goldstein a fost arestat în timp ce încerca să intre clandestin în România venind de la Ruse (Bulgaria). La 28 iunie 1922 Max Goldstein a fost condamnat la muncă forțată pe viață pentru aruncarea bombei la senat și pentru uciderea a trei persoane și rănirea altora. Ceilalți inculpați au fost condamnați la pedepse între o lună și 10 ani de muncă forțată. Sentințele au fost pronunțate după 125 de ședințe.
Atentatul a reprezentat una dintre foarte puținele manifestări ale curentului anarhist în România. Conform istoricului Adrian Cioroianu, prin unicitatea și izolarea sa, atentatul a fost „mai aproape de melodrama bulevardină decât de un anarhism autentic”.

## Omagierea victimelor
Celor trei senatori uciși de explozia bombei, Spirea Gheorghiu, Dimitrie Greceanu și Demetriu Radu, li s-au organizat funeralii naționale.
În anii 1920 denumirea localității natale a episcopului Demetriu Radu, Tâmpăhaza-Uifalău, a fost românizată sub forma de Rădești, în amintirea și pentru cinstirea episcopului Radu.